# (14789) GAISH
(14789) GAISH – planetoida z pasa głównego asteroid okrążająca Słońce w ciągu 5 lat i 190 dni w średniej odległości 3,12 j.a. Została odkryta 8 października 1969 roku w Krymskim Obserwatorium Astrofizycznym w Naucznym na Półwyspie Krymskim przez Ludmiłę Czernych. Nazwa planetoidy pochodzi od Instytutu Astronomicznego Sternberga na Uniwersytecie Moskiewskim (GAISh), wiodącego instytutu astronomicznego w Rosji. Przed nadaniem nazwy planetoida nosiła oznaczenie tymczasowe (14789) 1969 TY1.